# Whenever, Wherever
„Whenever, Wherever” („Suerte” în lumea hispanică și „Oricând, Oriunde”) este a treia melodie de pe albumul Laundry Service al cântăreței columbiene Shakira. A fost primul single în limba engleză extras de pe album și a devenit în scurt timp un șlagăr la nivel global, fiind cea mai cunoscută piesă a anului 2002. Cântecul a ocupat locul 1 în majoritatea clasamentelor din Europa și Oceania, în timp ce versiunea sa în limba spaniolă („Suerte”) a înregistrat vânzări notabile în țările din America Latină. Materialul pe care a fost inclusă compoziția, Laundry Service, a fost lansat la nivel internațional la doar câteva luni distanță, ocupând locul 3 în Billboard 200, cea mai bună clasare a unui disc al Shakirei în S.U.A.. A fost bine primit de criticii muzicali printre care și Alex Henderson de la Allmusic care a declarat: „Whenever, Wherever” este pentru Shakira ce a fost „Livin' la Vida Loca” pentru Ricky Martin”.

## Remixuri
Remixuri oficiale
- Acapella 121 Bpm --- 3:38
- Andy And The Lamboy Circuit Dub --- 5:40
- Andy And The Lamboy Circuit Mix --- 9:34
- Dark Side Of The Moon Mix --- 8:16
- Dark Side Of The Moon Mix --- 7:45
- Dataluxe Club Mix --- 8:51
- DJ John Rizzo & Blue Room Remix --- 9:09
- Hammad Belly Dance Mix --- 3:48
- Jonathan Peters 'Unreleased' Club Mix --- 6:16
- Nic Mercy's Epic Anthem Vocal --- 9:39
- Sahara Mix --- 3:57
- Tee's Blue Dub --- 8:40
- Tee's Blue Dub New Version --- 7:40

- Tee's Radio Edit --- 3:28
- Todd Terry American Club Mix --- 5:20
- Tracy Young's Spin Cycle Mix --- 7:05
- Tracy Young's Spin Cycle Video Edit Mix --- 4:01
- Tracy Young's Tribal Mix --- 9:34
- Tracy Young's Tribal Mix Radio Edit --- 3:14

Remixuri live
- TV Edit --- 3:40
- Live --- 5:28
- Live Radio Edit --- 3:31
- Live Video Single Edit --- 4:15

## Clasamente de sfârșit de an
| Clasament (2001-2002)            | Loc |
| -------------------------------- | --- |
| Australian Singles Chart         | 2   |
| Austrian Singles Chart           | 1   |
| Belgian (Flanders) Singles Chart | 3   |
| Belgian (Wallonia) Singles Chart | 3   |
| Dutch Top 40                     | 2   |
| French Singles Chart             | 3   |
| Irish Singles Chart              | 4   |
| New Zealand Singles Chart        | 5   |
| Swiss Singles Chart              | 2   |
| UK Singles Chart                 | 7   |
| U.S. Billboard Hot 100           | 28  |